# Mike Austin
Mike Austin (Estados Unidos, 26 de agosto de 1943) es un nadador estadounidense retirado especializado en pruebas de estilo libre, donde consiguió ser campeón olímpico en 1964 en los 4 x 100 metros estilo libre.

## Carrera deportiva
En los Juegos Olímpicos de Tokio 1964 ganó la medalla de oro en los relevos de 4 x 100 metros estilo libre, con un tiempo 3:33.2 segundos, por delante de Alemania (plata) y Australia (bronce); sus compañeros de equipo fueron los nadadores: Steve Clark, Gary Ilman y Don Schollander.